# 館鼻岸壁朝市

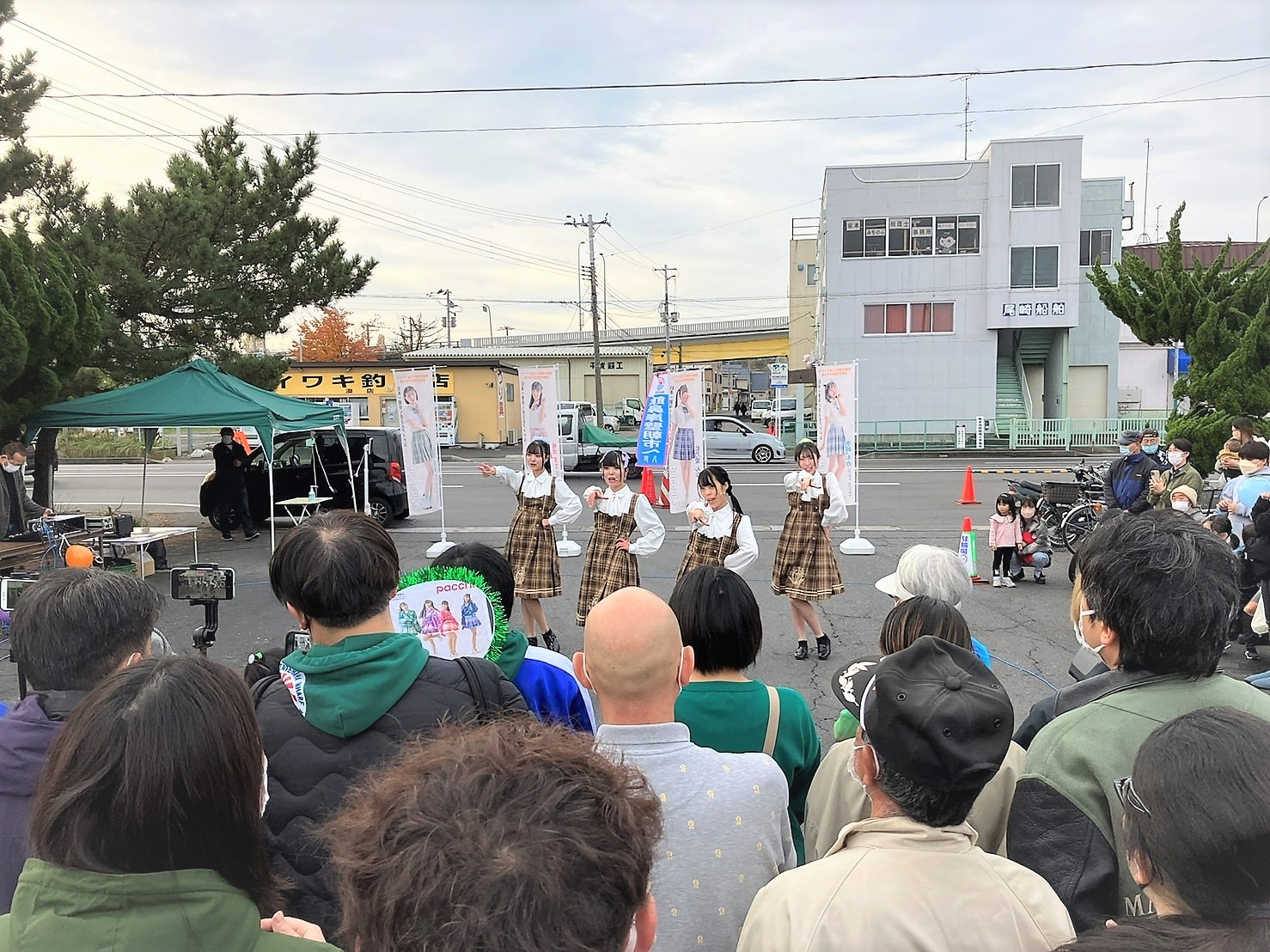
館鼻岸壁朝市・日曜早朝LIVEするご当地アイドルのpacchi

館鼻岸壁朝市（たてはながんぺきあさいち）は、青森県八戸市の八戸漁港（館鼻漁港）にて3月から12月の毎週日曜の朝に開催されている朝市である。来場者が毎週3万人以上、350店舗の全国最大規模の朝市の一つであり、八戸市を代表する観光名所の一つである。館鼻朝市と呼ばれることもある。第1回目の開催日は2004年3月21日。発起人は上村隆雄・昭子の夫婦（現在は理事・相談役）。理事長は慶長春樹。

## 概要
館鼻岸壁朝市は湊日曜朝市会が主催となり、毎年3月から12月の毎週日曜朝に開催されており、出店数は約350店にも及ぶ。販売する種類も生鮮食料品から工芸品まで多彩であり、来場者が毎週3万人以上の全国でも大規模な朝市である。
毎週日曜の開催であるが、日曜以外でもゴールデンウイーク・年末に臨時の朝市が開催されることがある。なお、うみねこマラソンが開催される日（日曜）は休止される。

## 歴史
大規模な朝市ながらその歴史は浅く、2004年3月21日に他地域からの朝市出店者や行商が広い場所を求めて館鼻漁港に上村隆雄・昭子の夫婦が発起人となって出店したのが発祥である。また、それ以前から開催されていた八戸市湊町の商店街の朝市が来客者の交通量増大によって安全性の確保が難しくなったことから、来客者の駐車場を確保しやすい館鼻漁港に移ったのも大きな要因となった。東京八戸間の新幹線開通後の観光資源としての認識から、県の管理地である館鼻岸壁を無料で賃借し、駐車場、トイレ等を完備しての移転となった。
開始当時の規模は70店程度で、朝市の名称も「海の朝市」「湊日曜朝市」と分かれていた。運営も「湊日曜朝市会」と「海のNPO」の２つの団体により運営されていたが、2013年3月に出店者とのトラブルにより「海のNPO」が朝市から撤退、運営は湊日曜朝市会に一本化され、これまで海のNPOに所属していた出店者もその多くは湊日曜朝市会に移籍し、継続することとなった。
2011年3月11日の東日本大震災では、会場周辺地域が高さ6.2メートルの津波被害を受け、3月20日を予定していた同年の朝市開場は7月3日に延期となっている。
2020年からご当地アイドルが朝市PRのためLIVEを行うようになり、同年11月16日にアイドルグループ「pacchi」が「館鼻岸壁朝市PR大使」に認定。その後、毎週朝早く行う早朝LIVEと市を明るくする話題作りが認められて八戸市長・小林眞のもとへ慶長春樹理事長とともに表敬訪問した。

## 開催場所等
- 期間　-　毎年3月中旬～12月末の毎週日曜日（臨時朝市あり）
- 時間　-　午前3時（深夜）～午前9時（※ただし、人気店によっては商品が早朝のうちに売り切れる場合があるので注意が必要である。）
- 場所　-　館鼻漁港（青森県八戸市新湊 館鼻岸壁）

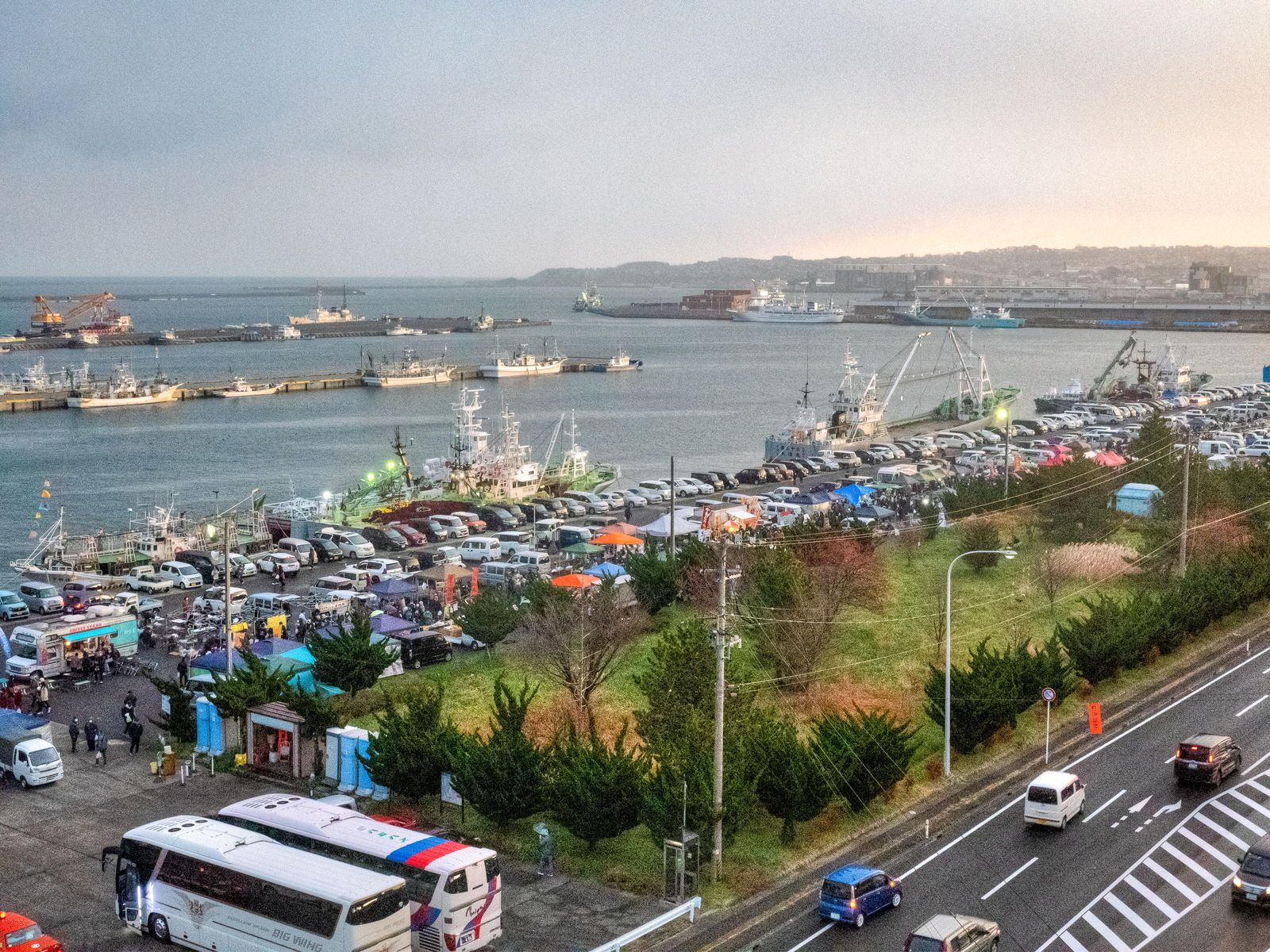
館鼻岸壁朝市(2022年11月)
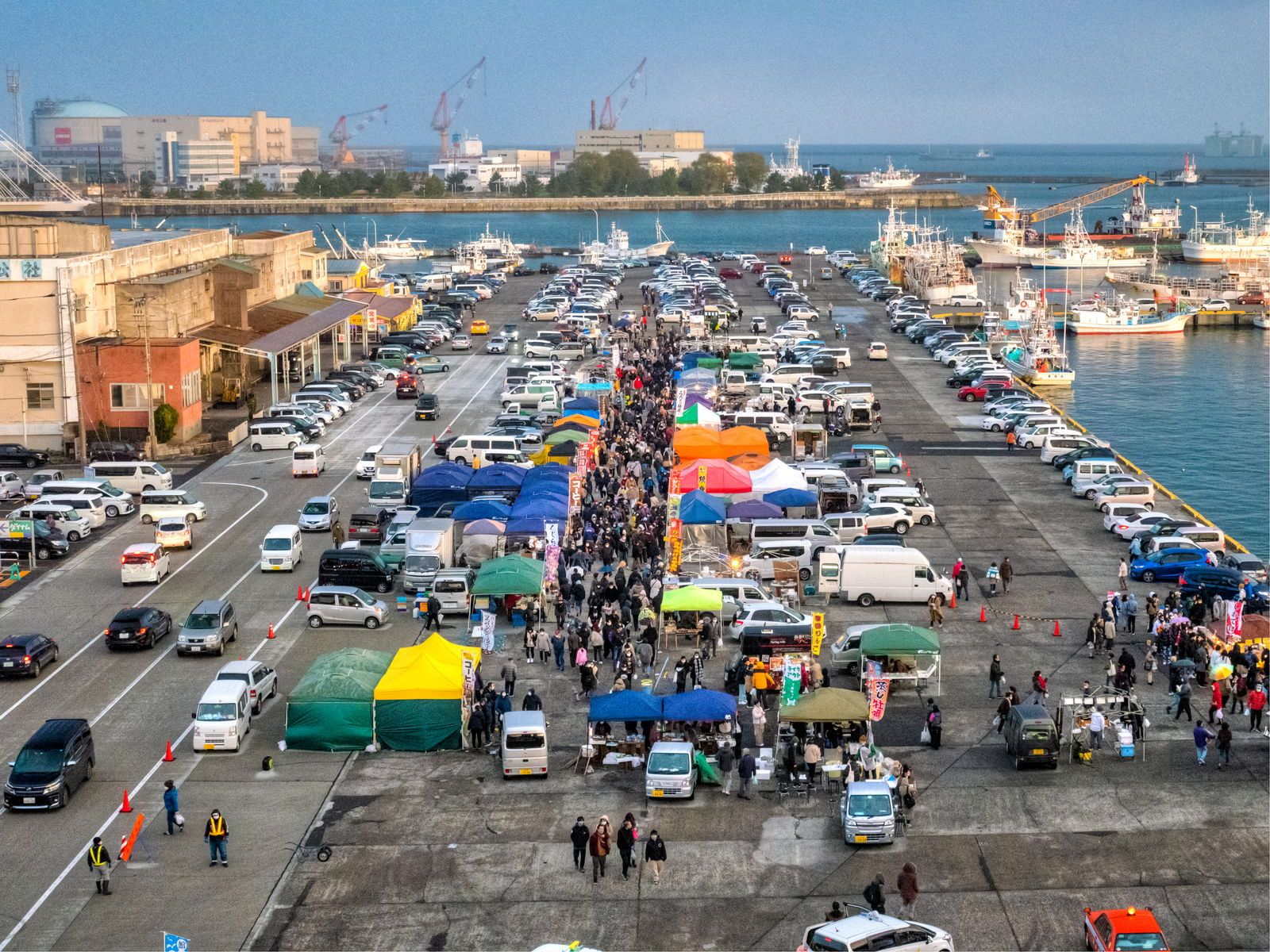
館鼻岸壁朝市(2022年11月)

## 主な店舗・商品
- 海鮮魚介類・野菜類
- 大安食堂 - 鳥の手羽を揚げた「しおてば」。朝市限定の「ハーフしおてば」も販売
- さばコロ - さば飯にチーズを入れて揚げた「さばめしコロッケ」
- なべ屋 - せんべい汁や馬肉鍋
- 十和田焼き小龍包 - 「とわだ米粉ROADプロジェクト」の一環で、2013年に開催された十和田市の第3回米―１グランプリ（米粉アイデア料理コンクール）の料理部門優勝作品を商品化されたもの[11]。
- アンジェリーナ - 八戸市小中野の八戸パン専門店
- 小岩井牛乳
- ご当地アイドルpacchiのミニライブ（毎週7:30から朝市会広場前）

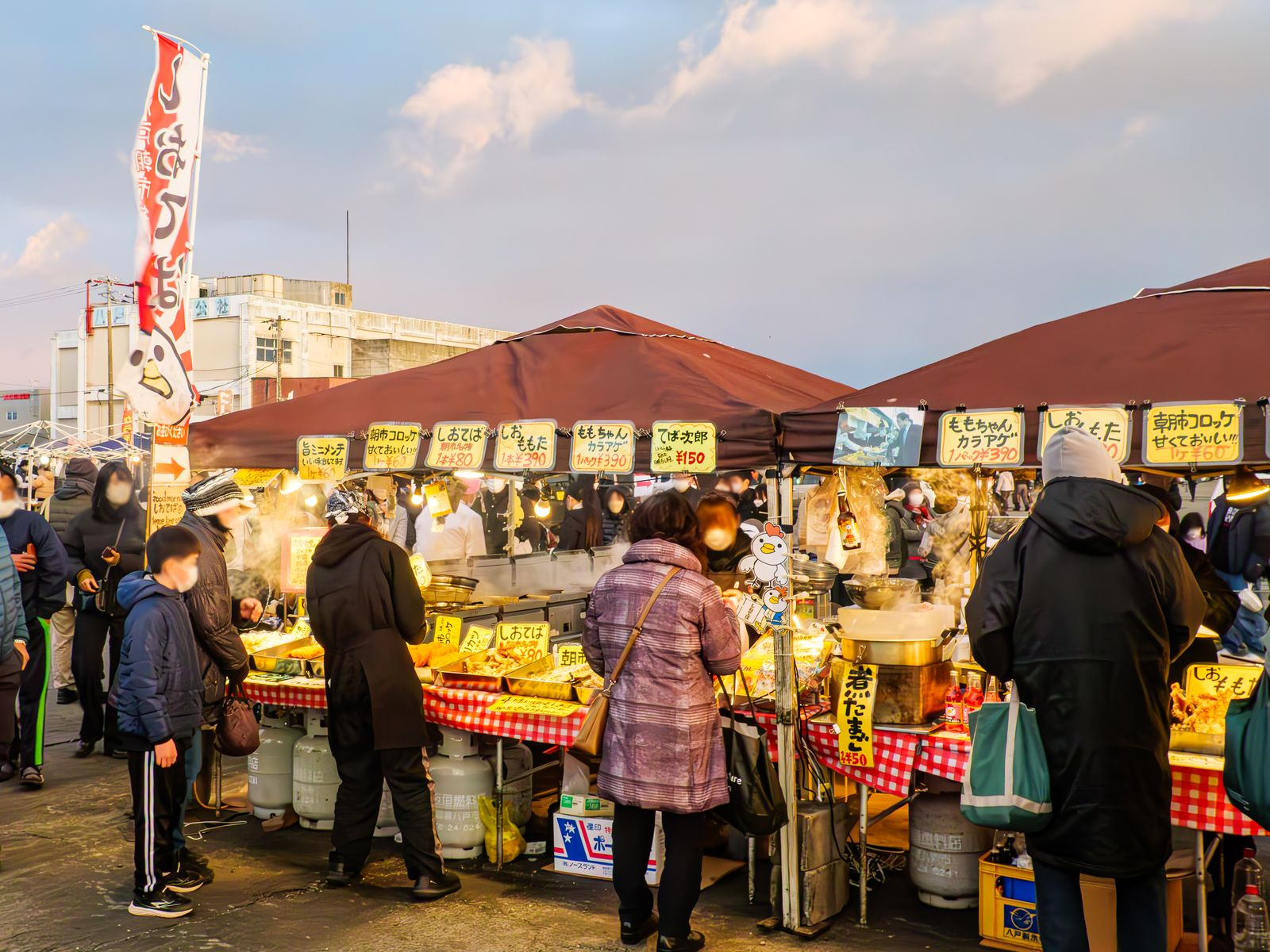
大安食堂
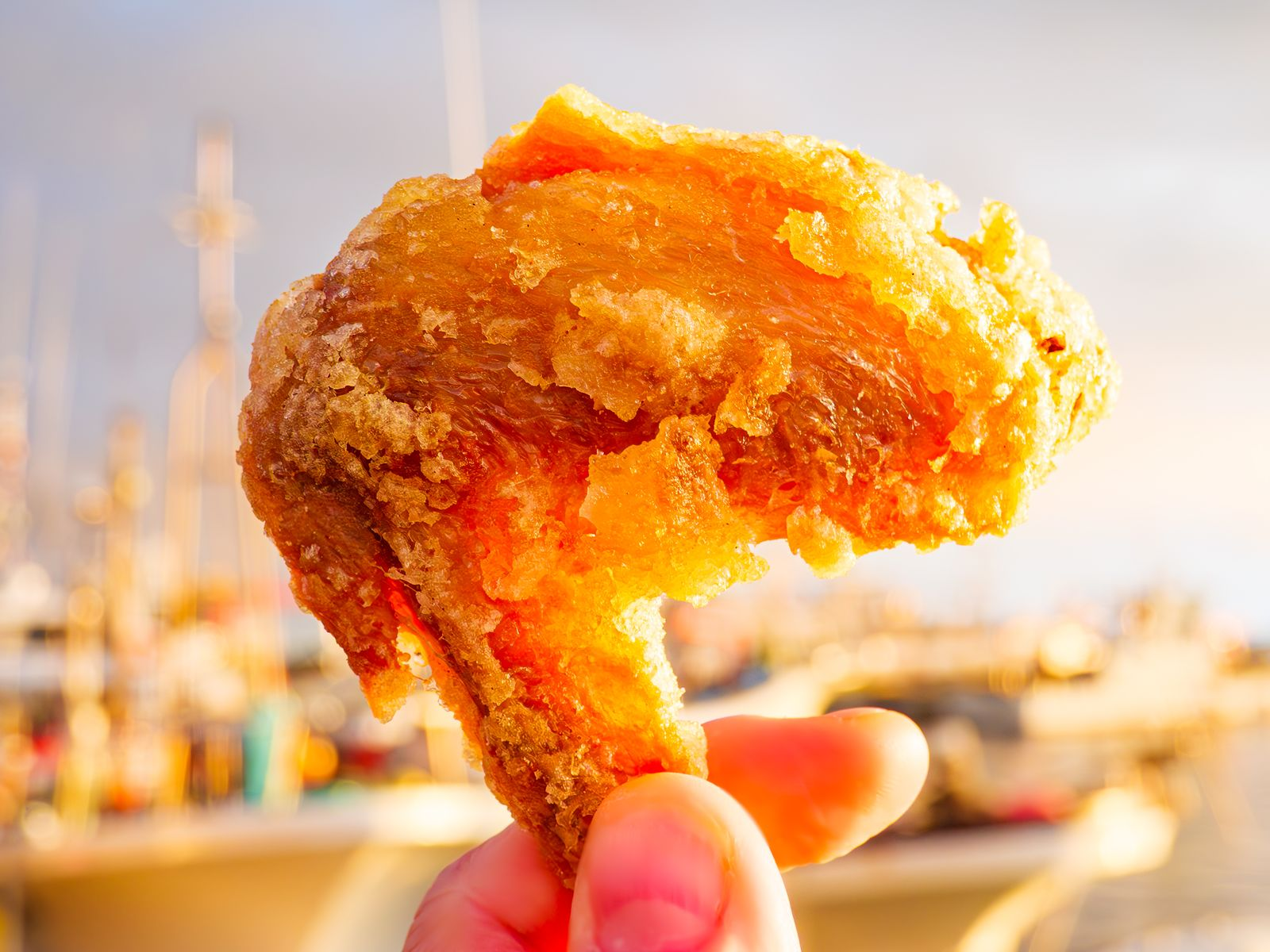
しおてば

## アクセス
- ワンコインバス・いさば号 - 毎年4月～12月の日曜日のみで十三日町～中心街（三日町）から館鼻漁港間の運行。
- JR八戸駅から車で約20分。JR八戸線陸奥湊駅から徒歩10分。

## イメージモデル
- 愛（八戸市在住タレント、モデル、歌手）- 2020年～
- pacchi（八戸市ご当地アイドル）- 2021年～[12]

## 組合構成員
※正式名称は「協同組合 湊日曜朝市会」
- 理事長  -  慶長春樹
- 理事（相談役）  -  上村隆雄
- 理事  -  鶴ヶ崎徳輝
- 理事  -  岩織好信
- 理事  -  荒澤忠明
- 理事  -  三田るり子
- 理事  -  萠出浩
- 監事  -  種子省一郎